# Torpeda Typ 4
Torpeda Typ 4 – japońska, eksperymentalna, beznapędowa torpeda lotnicza z okresu II wojny światowej przeznaczona do zwalczania celów nawodnych.

## Historia
Torpeda lotnicza Typ 4 była beznapędową torpedą lotniczą, opracowaną w 1943 roku. Była ona przeznaczona do zwalczania celów nawodnych. Torpeda nie miała własnego napędu, cały jej ruch był rezultatem pędu nadanego jej przez samolot, z którego została zrzucona. Nazwa torpedy „Typ 4” pochodzi od roku 2604 według imperialnego kalendarza japońskiego, w którym torpeda weszła do służby.
Torpeda składała się z głowicy i zespołu stabilizującego; głowica zawierała 250 kilogramów materiału wybuchowego Typ 98. Kadłub torpedy wykonany był z metalu.
Według założenia, torpeda miała być zrzucana z samolotu lecącego z prędkością pomiędzy ok. 370 a 550 km/h, lecącego na wysokości 275 – 400 metrów, po uderzeniu w wodę i kącie nurkowania około 20°-30° głębokość biegu torpedy nie miała przekraczać 10 metrów. Po przepłynięciu około 100 metrów pod wodą prędkość torpedy wynosiła ponad 20 węzłów (37 km/h).
Pomiędzy lutym a październikiem 1943 roku przeprowadzono około 40 testów, które dały niezadowalające wyniki. Tylko jedna trzecia ze zrzuconych torped miała dobry bieg na odpowiedniej głębokości, jedna trzecia miała bardzo kręty bieg, a pozostała jedna trzecia zeszła zbyt głęboko. Dodatkowe eksperymenty przeprowadzone z samolotów lecących niżej (150 metrów) i wolniej (275 – 445 km/h) dały lepsze wyniki. Około dwóch trzecich torped miało dobry bieg. W 1945 roku zaprojektowano wersję rozwojową – torpedę lotniczą Typ 8.